# Una Cina, due sistemi

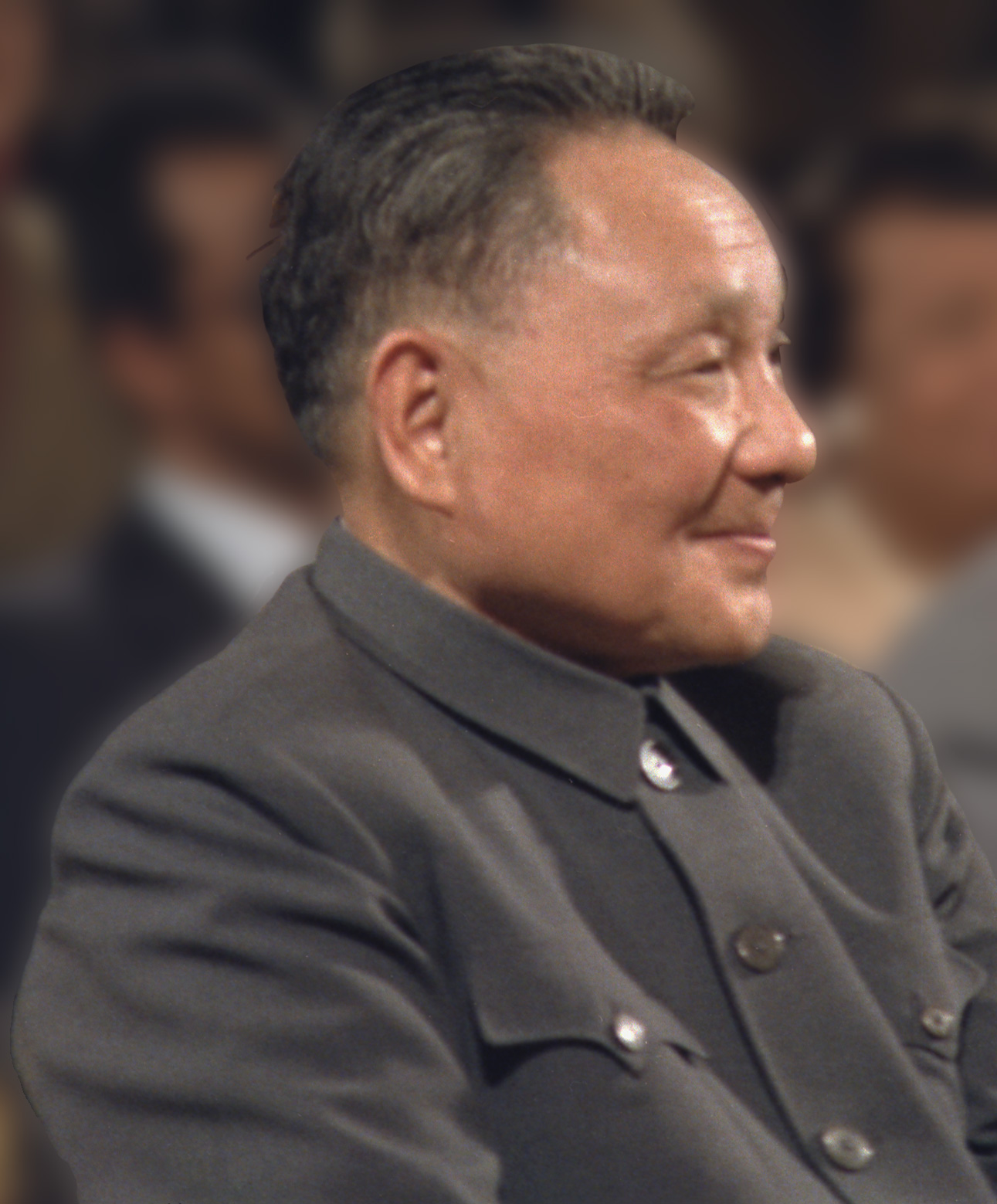
Deng Xiaoping che nel 1980 idealizzò la teoria "Una Cina due sistemi".

Una Cina, due sistemi (oppure, letteralmente: un Paese, due sistemi; in cinese 一国两制 Yīguóliǎngzhì) è la formula con la quale si suole indicare la soluzione politica proposta nel 1979 dal capo comunista cinese Deng Xiaoping nell'ambito delle trattative tra Repubblica Popolare Cinese e Regno Unito che condussero al ritorno di Hong Kong sotto la sovranità cinese, poi divenuto principio costituzionale della RPC.
La formula sintetizza un duplice concetto: da un lato viene affermata l'unicità della Cina come soggetto politico, dall'altro si concede che all'interno di un territorio sottoposto a un'unica sovranità possano esistere delle aree amministrate secondo un differente ordinamento istituzionale e contraddistinte da un diverso sistema economico.
Questa formula è oramai entrata a far parte del linguaggio politico internazionale, e dalla fine del XX secolo la si utilizza per indicare la linea politica ufficiale tenuta dal governo della Repubblica Popolare Cinese nei confronti dei territori di Hong Kong, Macao e Taiwan anche se, quest'ultimo, esclusivamente de iure essendo, de facto, indipendente da Pechino.

## Hong Kong
Dal 1898 l'imperatore cinese Guangxu aveva concesso al Regno Unito il diritto formale all'amministrazione di Hong Kong e dei cosiddetti Nuovi Territori per 99 anni, secondo i termini stabiliti dalla Seconda convenzione di Pechino. L'approssimarsi della scadenza di tale termine impose ai governi di Cina e Regno Unito di intraprendere delle trattative volte a chiarire il destino politico della città di Hong Kong e dei nuovi territori. I primi contatti ufficiali tra i rappresentanti dei due paesi per la discussione di tale tema risalgono al 1979. Da un lato vi era la volontà cinese di riportare il territorio di Hong Kong sotto la sovranità della Repubblica Popolare Cinese.

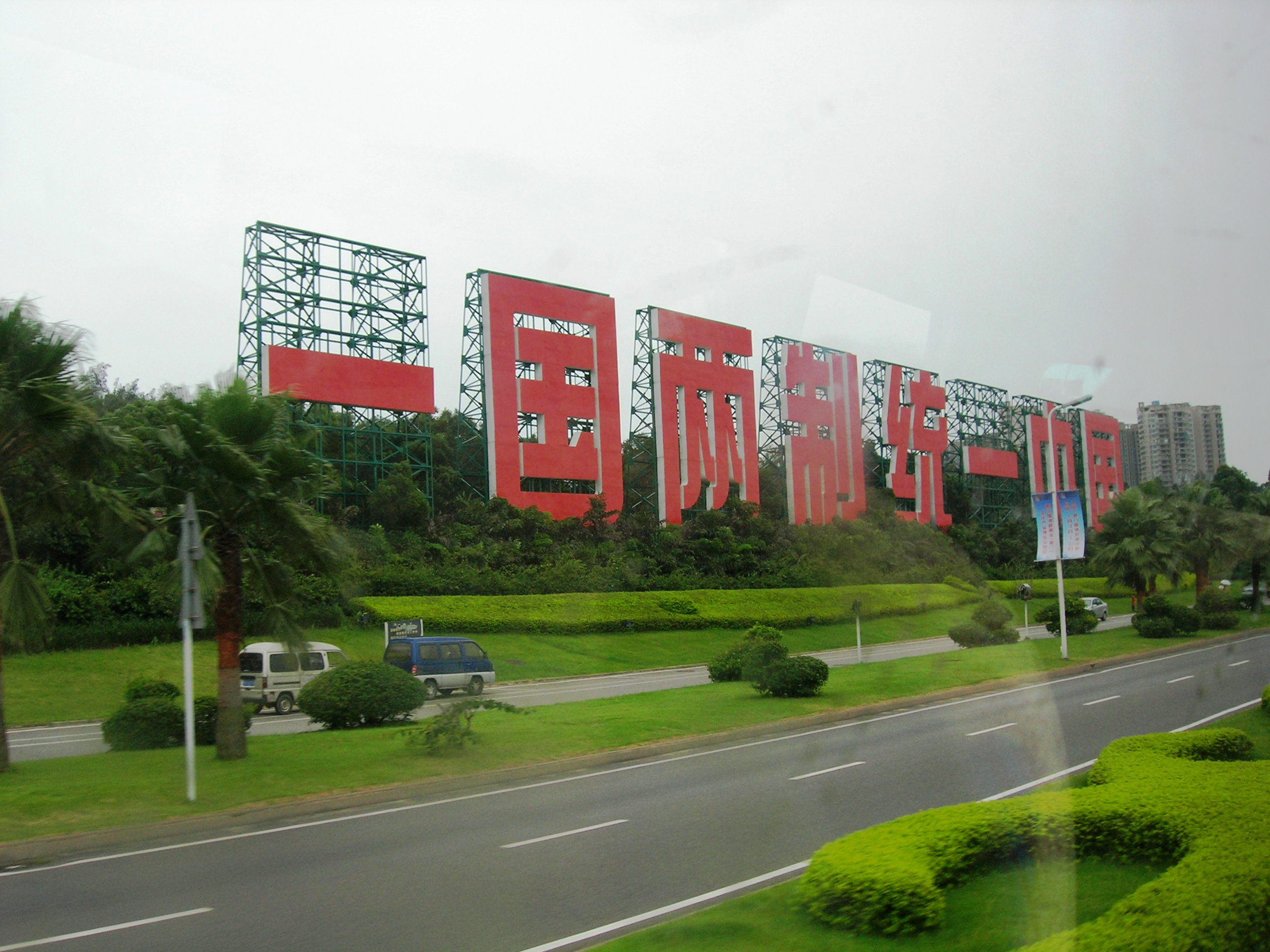
Questi pannelli installati a Xiamen dicono "一国两制统一中国" (yīguó liǎngzhì tǒngyī zhōngguó, tr. "Un paese, due sistemi unisce la Cina")

Da parte britannica vi era la preoccupazione per il fatto che dopo quasi 150 anni di amministrazione britannica, la colonia di Hong Kong aveva di fatto sviluppato delle istituzioni amministrative e un sistema economico su base capitalista giudicati non integrabili al sistema politico-economico con cui era governata la Cina popolare. La volontà del Regno Unito era di evitare ad ogni costo: l'azzeramento delle esistenti strutture politico-economiche di Hong Kong e la conseguente assimilazione al regime di governo guidato dal Partito Comunista Cinese in Cina. Gli obiettivi a prima vista incompatibili di entrambe le controparti trovarono una soluzione politica quando Deng Xiaoping espresse pubblicamente che la volontà della leadership cinese era comportarsi nei confronti di Hong Kong secondo il principio "Un paese, due sistemi".
Tale proposta si concretizzava nel far sì che Hong Kong cedesse alla amministrazione di Pechino la sovranità e le decisioni in materia di politica estera e difesa militare, divenendo a tutti gli effetti una provincia sottoposta alla sovranità del governo di Pechino. In cambio la città e i suoi territori avrebbero mantenuto uno status di provincia "speciale", potendo conservare un regime economico capitalista e godendo del mantenimento di proprie istituzioni politiche e amministrative differenti da quelle delle altre province cinesi.
La proposta di Deng Xiaoping pare essere stata decisiva per la risoluzione delle trattative, che si conclusero nel 1984 con la firma della dichiarazione congiunta tra Cina e Regno Unito, mediante la quale quest'ultimo si impegnava a rendere alla Cina i territori di Hong Kong nel 1997. Tra le condizioni sottoscritte dalla Cina vi è l'impegno a garantire che per i 50 anni successivi al rientro di Hong Kong sotto la sovranità cinese, ossia fino al 2047, la regione amministrativa speciale di Hong Kong non sarà governata secondo le leggi e le politiche che regolano il resto del territorio governato dalla Repubblica Popolare Cinese. Attualmente la città di Hong Kong gode dello status di regione amministrativa speciale, mantiene un suo sistema economico capitalista e sul suo territorio il diritto praticato è quello della cosiddetta Hong Kong Basic Law.

## Macao
La soluzione politica adottata per Hong Kong venne riproposta per il rientro di Macao sotto la sovranità cinese nel 1999. Anche Macao è divenuta una regione amministrativa speciale, godendo di una larga autonomia amministrativa e della libertà di iniziativa economica in cambio della rinuncia ad una propria politica estera e di difesa.

## Taiwan
Per quanto riguarda Taiwan, la situazione è differente. L'isola è dal 1949 divenuta rifugio del governo della Repubblica di Cina, dopo la sconfitta delle forze guidate dal generale Chiang Kai Shek nella guerra civile cinese che fu vinta dal Partito comunista cinese. Il governo di Taiwan rivendica la propria autonomia e indipendenza dalla Repubblica Popolare Cinese, godendo del riconoscimento diplomatico da parte di 12 paesi ed esercitando di fatto una sovranità autonoma dal punto di vista politico internazionale, economico e militare sul territorio e sulle acque circostanti l'isola di Formosa. Inoltre, secondo la Costituzione della Repubblica di Cina (approvata dal Kuomintang nel 1947, a Nanchino), la Repubblica di Cina ha sovranità sia sulla Cina continentale che su Taiwan, seguendo il "principio di una sola Cina". Il governo di Pechino ha sempre rifiutato qualunque riconoscimento ufficiale riguardante l'indipendenza politica e le rivendicazioni territoriali della Repubblica di Cina, e si riferisce ufficialmente all'isola di Formosa come se essa fosse una provincia sottoposta alla propria sovranità. La leadership politica comunista cinese ha a più riprese auspicato una risoluzione della controversia con Taiwan sul modello di quanto avvenuto con Hong Kong e con Macao.